# Championnat panaméricain masculin de handball 2000
Navigation
Cuba 1998 Argentine 2002
Le championnat panaméricain masculin de handball 2000 est la 9e édition de la compétition. Il se déroule du 23 au 28 mai 2000 à São Bernardo do Campo, au Brésil.
La compétition est reportée par l'Argentine, mettant fin à la dommination de Cuba sur la compétition après 8 médailles d'or en 8 editions. L'Argentine, Cuba, le Brésil et les États-Unis sont qualifiés au Championnat du monde 2001.

## Phase de groupes

### Groupe A
|   | Équipe    | Pts | J | G | N | P | Bp | Bc | Diff |
| - | --------- | --- | - | - | - | - | -- | -- | ---- |
| 1 | Argentine | 6   | 3 | 3 | 0 | 0 | 69 | 50 | 19   |
| 2 | Cuba      | 4   | 3 | 2 | 0 | 1 | 90 | 55 | 35   |
| 3 | Groenland | 2   | 3 | 1 | 0 | 2 | 62 | 75 | -13  |
| 4 | Uruguay   | 0   | 3 | 0 | 0 | 3 | 57 | 98 | -41  |

| 23 mai | Cuba   | 41 – 17 | Uruguay |  |
| 23 mai | (22–8) |         |         |  |

| 23 mai | Argentine | 20 – 16 | Groenland |  |
| 23 mai | (11–8)    |         |           |  |

| 24 mai | Argentine | 28 – 14 | Uruguay |  |
| 24 mai | (12–9)    |         |         |  |

| 24 mai | Cuba   | 29 – 17 | Groenland |  |
| 24 mai | (13–7) |         |           |  |

| 25 mai | Groenland | 29 – 26 | Uruguay |  |
| 25 mai | (15–9)    |         |         |  |

| 25 mai | Argentine | 21 – 20 | Cuba |  |
| 25 mai | (9–10)    |         |      |  |

### Groupe B
|   | Équipe                 | Pts | J | G | N | P | Bp  | Bc  | Diff |
| - | ---------------------- | --- | - | - | - | - | --- | --- | ---- |
| 1 | Brésil                 | 6   | 3 | 3 | 0 | 0 | 121 | 42  | 79   |
| 2 | États-Unis             | 4   | 3 | 2 | 0 | 1 | 63  | 80  | -17  |
| 3 | République dominicaine | 2   | 3 | 1 | 0 | 2 | 75  | 105 | -30  |
| 4 | Mexique                | 0   | 3 | 0 | 0 | 3 | 61  | 93  | -32  |

| 23 mai | États-Unis | 25 – 17 | Mexique |  |
| 23 mai | (9–7)      |         |         |  |

| 23 mai | Brésil  | 47 – 18 | République dominicaine |  |
| 23 mai | (25–10) |         |                        |  |

| 24 mai | États-Unis | 27 – 24 | République dominicaine |  |
| 24 mai | (12–11)    |         |                        |  |

| 24 mai | Brésil | 35 – 13 | Mexique |  |
| 24 mai | (18–5) |         |         |  |

| 25 mai | République dominicaine | 33 – 31 | Mexique |  |
| 25 mai | (15–12)                |         |         |  |

| 25 mai | Brésil | 39 – 11 | États-Unis |  |
| 25 mai | (17–5) |         |            |  |

## Matchs de classement
|  | Demi-finales de classement | Demi-finales de classement |                |    | Cinquième place | Cinquième place |
|  | Demi-finales de classement | Demi-finales de classement |                |    | Cinquième place | Cinquième place |
|  |                            |                            |                |    |                 |                 |
|  | 26 mai                     | 26 mai                     |                |    | 27 mai          | 27 mai          |
|  | 26 mai                     | 26 mai                     |                |    | 27 mai          | 27 mai          |
|  | Groenland                  | 35                         |                |    | 27 mai          | 27 mai          |
|  | Groenland                  | 35                         |                |    | 27 mai          | 27 mai          |
|  | Mexique                    | 18                         |                |    | 27 mai          | 27 mai          |
|  | Mexique                    | 18                         | Groenland      | 27 |                 |                 |
|  | 26 mai                     |                            | Groenland      | 27 |                 |                 |
|  |                            | République dominicaine     | 21             |    |                 |                 |
|  | République dominicaine     | République dominicaine     | 21             | 34 |                 |                 |
|  | République dominicaine     |                            |                | 34 |                 |                 |
|  | Uruguay                    | 30                         |                |    |                 |                 |
|  | Uruguay                    | 30                         | Septième place |    |                 |                 |
|  |                            |                            |                |    |                 |                 |
|  | 27 mai                     |                            |                |    |                 |                 |
|  |                            |                            |                |    |                 |                 |
|  | Mexique                    | 22                         |                |    |                 |                 |
|  | Mexique                    | 22                         |                |    |                 |                 |
|  | Uruguay                    | 19                         |                |    |                 |                 |
|  | Uruguay                    | 19                         |                |    |                 |                 |

### Demi-finales de classement
| 26 mai | Groenland | 35 – 18 | Mexique |  |
| 26 mai | (18–7)    |         |         |  |

| 26 mai | République dominicaine | 34 – 30 (ap) | Uruguay |  |
| 26 mai | (13–11, 26–26)         |              |         |  |
| 26 mai | Prol. : 8–4            |              |         |  |

### Match pour la7eplace
| 27 mai | Mexique       | 22 – 19 (ap) | Uruguay |  |
| 27 mai | (9–11, 19–19) |              |         |  |
| 27 mai | Prol. : 3–0   |              |         |  |

### Match pour la5eplace
| 28 mai | Groenland | 27 – 21 | République dominicaine |  |
| 28 mai | (16–8)    |         |                        |  |

## Phase finale
|  | Demi-finales | Demi-finales |                        |    | Finale | Finale |
|  | Demi-finales | Demi-finales |                        |    | Finale | Finale |
|  |              |              |                        |    |        |        |
|  | 26 mai       | 26 mai       |                        |    | 27 mai | 27 mai |
|  | 26 mai       | 26 mai       |                        |    | 27 mai | 27 mai |
|  | Argentine    | 28           |                        |    | 27 mai | 27 mai |
|  | Argentine    | 28           |                        |    | 27 mai | 27 mai |
|  | États-Unis   | 18           |                        |    | 27 mai | 27 mai |
|  | États-Unis   | 18           | Argentine              | 26 |        |        |
|  | 26 mai       |              | Argentine              | 26 |        |        |
|  |              | Cuba         | 25                     |    |        |        |
|  | Brésil       | Cuba         | 25                     | 24 |        |        |
|  | Brésil       |              |                        | 24 |        |        |
|  | Cuba         | 26           |                        |    |        |        |
|  | Cuba         | 26           | Match pour la 3e place |    |        |        |
|  |              |              |                        |    |        |        |
|  | 27 mai       |              |                        |    |        |        |
|  |              |              |                        |    |        |        |
|  | États-Unis   | 17           |                        |    |        |        |
|  | États-Unis   | 17           |                        |    |        |        |
|  | Brésil       | 38           |                        |    |        |        |
|  | Brésil       | 38           |                        |    |        |        |

### Demi-finales
| 27 mai | Argentine | 28 – 18 | États-Unis |  |
| 27 mai | (18–7)    |         |            |  |

| 27 mai | Cuba    | 26 – 24 | Brésil |  |
| 27 mai | (10–13) |         |        |  |

### Match pour la3eplace
| 28 mai | Brésil  | 38 – 17 | États-Unis |  |
| 28 mai | (19–10) |         |            |  |

### Finale
| 28 mai | Argentine | 26 – 25 | Cuba |  |
| 28 mai | (14–14)   |         |      |  |

## Classement final
| Rang                         | Équipe                 |
| ---------------------------- | ---------------------- |
| Médaille d'or, Amérique      | Argentine              |
| Médaille d'argent, Amérique  | Cuba                   |
| Médaille de bronze, Amérique | Brésil                 |
| 4e                           | États-Unis             |
| 5e                           | Groenland              |
| 6e                           | République dominicaine |
| 7e                           | Mexique                |
| 8e                           | Uruguay                |

## Statistiques et récompenses

### Équipe-type
L'équipe type est :
| Poste           | Joueur               |
| --------------- | -------------------- |
| Meilleur joueur | Rolando Uríos        |
| Gardien         | Cristian Cantoniero  |
| Ailier droit    | Andrés Kogovsek (en) |
| Arrière droit   | Eric Gull            |
| Demi-centre     | Félix Romero (en)    |
| Arrière gauche  | Bruno Souza          |
| Ailier gauche   | Hélio Justino (en)   |
| Pivot           | Rolando Uríos        |

### Meilleurs buteurs
Les meilleurs buteurs sont :
| Rang | Joueur            | Équipe                 | Buts |
| ---- | ----------------- | ---------------------- | ---- |
| 1    | Antonio Sosa      | République dominicaine | 54   |
| 2    | Jacob Larsen      | Groenland              | 44   |
| 3    | Rolando Fonseca   | Cuba                   | 33   |
| 4    | Winglinton Barros | Brésil                 | 30   |
| 4    | Bruno Souza       | Brésil                 | 30   |
| 6    | Gonzalo Viscovich | Argentine              | 29   |
| 7    | Hello Justino     | Brésil                 | 27   |
| 8    | Fredy Herrera     | Cuba                   | 26   |
| 8    | Raul Alayo        | Cuba                   | 26   |
| 10   | Fabio Vanini      | Brésil                 | 24   |

## Effectif
L'effectif d'Argentine, champion panaméricain, est :
- Cristian Canzoniero
- Zago Javier
- Pardales Germán
- Cristian Plati
- Martiniano Molina
- Gonzalo Viscovich
- Andrés Kogovsek
- Federico Besasso
- Mariano Larre
- Eric Gull
- Alejandro Mariné
- Pablo Ojea
- Sergio Crevatín
- Gonzalo Carou
- Fernando Cesio
- Leonardo Querín
- Cristian Canzoniero
- Entraineur : Mauricio Torres